# Wet gemeentelijke antidiscriminatievoorzieningen
De Wet gemeentelijke antidiscriminatievoorzieningen is een Nederlandse wet die vastgesteld is in 2009. Doel is dat eenieder toegang heeft tot een laagdrempelige gemeentelijke voorziening die klachten over discriminatie behandeld. 

## Uitvoering door de gemeente
Gemeenten moeten burgers toegang te verlenen tot een antidiscriminatievoorziening. Hoe ze dat doen is aan de gemeenten. Wel moet er verordening komen over:
- de inrichting van een antidiscriminatievoorziening
- de positie van klachtenbehandelaars
- de klachtenprocedure

Jaarlijks vóór 1 april moeten de gemeenten aan de minister van BZK verslag doen over de klachten van het jaar daarvoor.

## Uitvoering door de antidiscriminatievoorziening
De Minister heeft wel besloten dat de antidiscriminatievoorziening los moet staan van de gemeentelijke organisatie om zo de onafhankelijkheid te waarborgen. Het melden kan wel bij een gemeentelijk loket maar het moet helder zijn dat slechts doorverwezen wordt naar de antidiscriminatievoorziening.

### Kosten en middelen
Vanaf 2009 kregen gemeenten samen jaarlijks via het gemeentefonds €6 miljoen. Vanaf 2021 krijgen gemeenten 77 cent per inwoner voor discriminatiebeleid, al mogen gemeenten zelf bepalen of ze dit geld ook inzetten voor discriminatiebeleid of voor iets anders.